# NGC 6930
NGC 6930 је спирална галаксија у сазвежђу Делфин која се налази на NGC листи објеката дубоког неба.
Деклинација објекта је + 9° 52' 26" а ректасцензија 20h 32m 58,8s. Привидна величина (магнитуда) објекта NGC 6930 износи 13,0 а фотографска магнитуда 13,8. NGC 6930 је још познат и под ознакама IC 1326, UGC 11590, MCG 2-52-18, CGCG 424-22, IRAS 20305+0942, PGC 64935.